# Proyecto Conectoma Humano
El Proyecto Conectoma Humano (HCP) es un proyecto de cinco años patrocinado por dieciséis miembros de los Institutos Nacionales de la Salud (por sus siglas en inglés, NIH), dividido entre dos consorcios de instituciones de investigación. El proyecto fue lanzado en julio de 2009 como el primero de tres Grandes Retos del Plan de los NIH para la investigación de neurociencia. El 15 de septiembre de 2010, el NIH anunció que otorgaría dos donaciones: $30 millones en cinco años a un consorcio liderado por la Universidad Washington en San Luis y la Universidad de Minnesota, y $8.5 millones en tres años a un consorcio liderado por la Universidad de Harvard, el Hospital General de Massachusetts y la Universidad de California en Los Ángeles.
El objetivo del Proyecto Conectoma Humano es construir un "mapeo de red" que arrojará luz sobre la conectividad anatómica y funcional dentro del cerebro humano sano, así como producir un conjunto de datos que facilite la investigación de los trastornos cerebrales tales como dislexia, autismo, enfermedad de Alzheimer y esquizofrenia.

## Consorcio WU-Minn
El consorcio WU-Minn mapeará los conectomas a escala macro-escalar en cada uno de los 1,200 adultos sanos - gemelos y hermanos de 300 familias. Los mapas mostrarán las conexiones anatómicas y funcionales entre las partes del cerebro de cada individuo, y serán relacionados con los datos de las pruebas de comportamiento. La comparación entre los conectomas y la información genética de los gemelos idénticos con la de los gemelos fraternales revelará las contribuciones relativas de los genes y el medio ambiente en la que se conforman los circuitos del cerebro y determinará la variación genética relevante. Los mapas también arrojará luz sobre cómo se organizan las redes cerebrales.
Usando una combinación de tecnologías de imagen no invasivas, incluyendo IRMf en estado de reposo y la IRMf basado en tareas, MEG y EEG y la IRM de difusión, el WU-Minn mapeará conectomas a macro-escala - mapeo de grandes sistemas cerebrales que pueden ser divididos en zonas anatómicamente y funcionalmente distintas, en lugar de mapear neuronas individuales.
Decenas de investigadores de nueve instituciones estarán contribuyendo a este proyecto. Las instituciones de investigación incluyen: la Universidad de Washington en San Luis, el Centro de Investigación de Resonancia Magnética de la Universidad de Minnesota, la Universidad de Oxford, la Universidad de San Luis, la Universidad de Indiana, la Universidad d'Annunzio en Chieti, Instituto Ernst Strungmann, la Universidad de Warwick y la Universidad de California en Berkeley.
La información que resulte de esta investigación se pondrá a disposición del público en una plataforma neuroinformática accesible desde la web de código abierto.

## Consorcio MGH/Harvard-UCLA
El consorcio MGH / Harvard-UCLA se centrará en la optimización de la tecnología de resonancia magnética para obtener imágenes de las conexiones estructurales del cerebro mediante resonancia magnética de difusión, con el objetivo de aumentar la resolución espacial, la calidad y la velocidad. La IRM de difusión, empleada en ambos proyectos, mapeas las conexiones fibrosas de larga distancia del cerebro mediante el seguimiento del movimiento del agua. Los patrones de difusión del agua en diferentes tipos de células permiten la detección de diferentes tipos de tejidos. Usando este método de formación de imágenes, la materia blanca de las neuronas, se puede ver con relieve fino.
El nuevo escáner incorporado al Centro Martinos de MGH para este proyecto es "de 4 a 8 veces más potente que los sistemas convencionales, lo que permite imágenes de neuroanatomía humana con una sensibilidad mucho mayor a la disponible en la actualidad." El escáner tiene una resistencia máxima al gradiente de fuerza equivalente a 300 Tm/m y una velocidad de subida igual a 200 T/m/s, con valores-b probados hasta 20,000. En comparación, un gradiente estándar es de 45 Tm/m, con un valor-b de 700.
Los dos consorcios estarán compartiendo datos entre sí, y un subconjunto de los sujetos de prueba podrán ser escaneados en ambos proyectos.

## Pruebas de comportamiento y medición
Para entender mejor la relación entre la conectividad cerebral y el comportamiento, el Proyecto Conectoma Humano usará una batería confiable y bien validada de medidas que evalúan una amplia gama de funciones humanas. El núcleo de esta batería son las herramientas y métodos desarrollados por el NIH Toolbox para la evaluación de la función neurológica y conductual.

## En la cultura popular
La banda de rock alternativo Muse utiliza como portada en su sexto álbum (The 2nd Law) una representación de conectividad cerebral sobre la base de datos del Proyecto Conectoma Humano.